# Mischocyttarus araujoi
Mischocyttarus araujoi är en getingart som beskrevs av Zikan 1949. Mischocyttarus araujoi ingår i släktet Mischocyttarus och familjen getingar. Inga underarter finns listade i Catalogue of Life.